# 체사르주

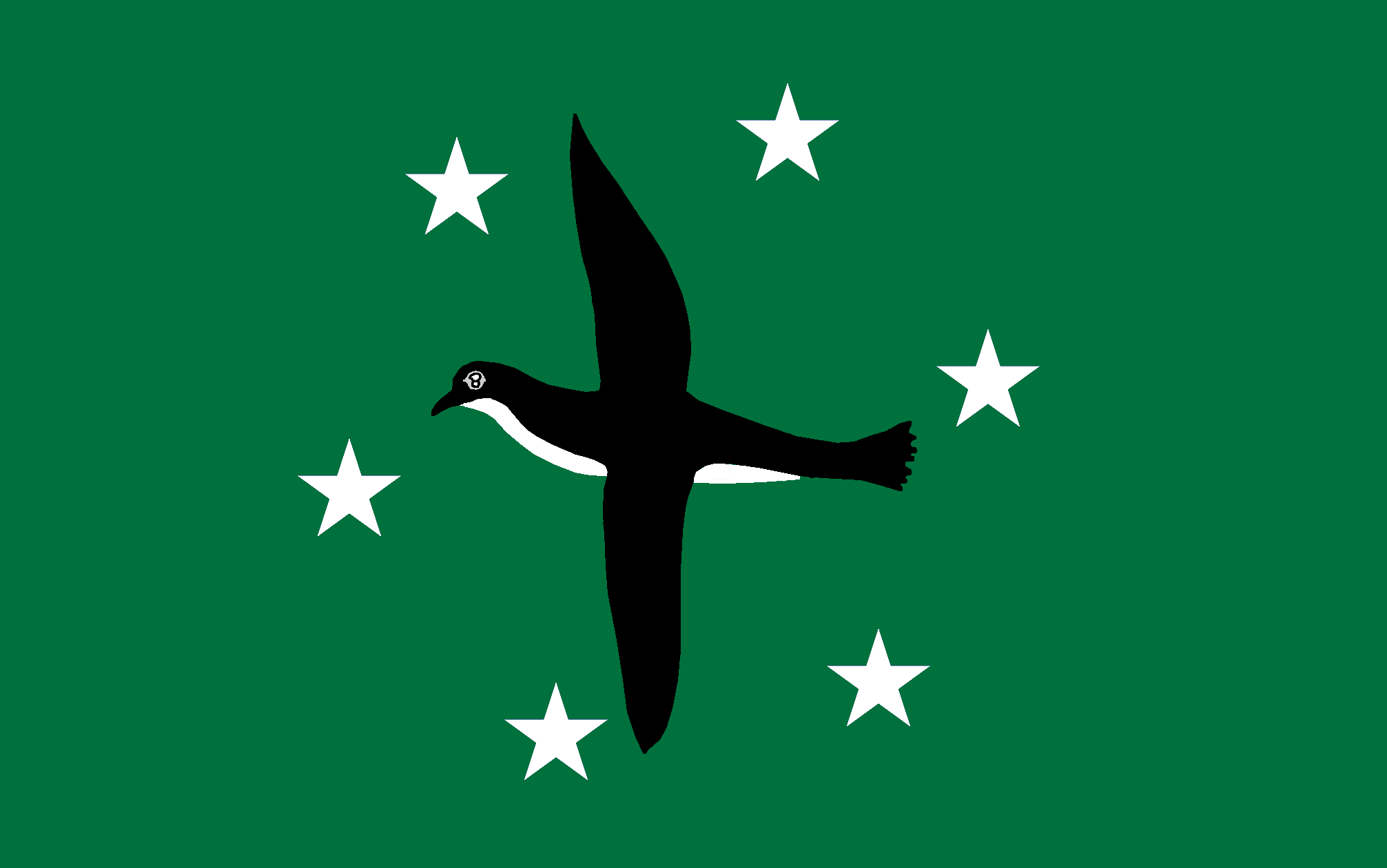
체사르주 기(旗)

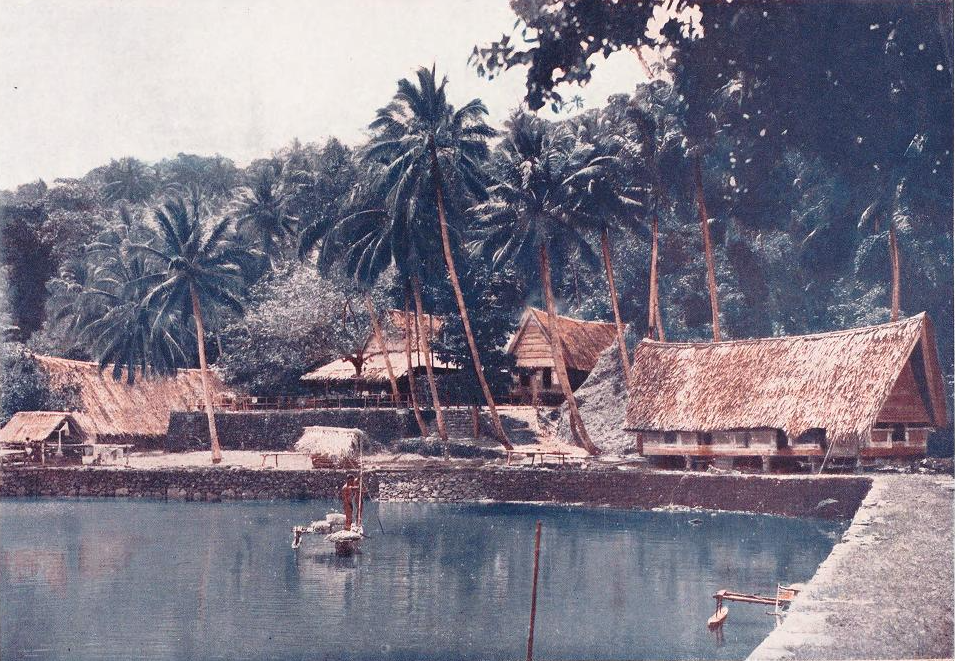
체사르주의 마을(1932년)

체사르주(영어: Ngchesar)는 팔라우의 주로, 바벨다오브섬 동부에 위치한다. 주도는 게르케아이(Ngerkeai)이며 면적은 267km2, 인구는 291명(2015년 기준)이다. 팔라우에서 여섯 번째로 면적이 큰 주이며 남동쪽으로는 멜레케오크주, 북서쪽으로는 아이라이주와 접한다.